# 1. letalski korpus (JLA)
Za druge 1. korpuse glejte 1. korpus.
1. letalski korpus je bil korpus vojnega letalstva in protiletalske obrambe v sestavi Jugoslovanske ljudske armade.

## Organizacija
1960
- poveljstvo
- 112. komunikacijski bataljon
- 1. polk VOJIN
- 204. lovsko-bombniški letalski polk (25x F-84E)
- 88. lovsko-bombniški letalski polk (25x F-84G)
- 103. izvidniški letalski polk (16x RT-33)
- 119. šolski letalski polk (37 letal, 11 helikopterjev)
- ELABA
- AEV

1961
- poveljstvo
- 112. komunikacijski bataljon
- 1. polk VOJIN
- 204. lovsko-bombniški letalski polk (23x F-86E)
- 88. lovsko-bombniški letalski polk (26x F-84G)
- 119. šolski letalski polk (16 letal, 10 helikopterjev)
- 460. ELABA